# Pálinkás Gyula
Pálinkás Gyula (Cegléd, 1883. november 21. – Budapest, 1957. január 3.) vegyész, szőlészeti és borászati kutató.

## Életrajza
Vegyésztechnológus képzettséget szerzett. 1905-től Körmöcbányán a Kossuth-majolikagyár, majd a Nasici Tanningyár vegyésze volt, 1908-tól 1940-ig a Központi Szőlészeti Kísérleti Állomás és Ampelológiai Intézetben dolgozott. 1910-től 1940-ig a Borászati Lapok belső munkatársa volt. 1940-től 1944-ig pedig főszerkesztője. 
1945 és 1948 között a Magyar Bor és Gyümölcs felelős szerkesztője, 1949-től 1952-ig az Állami Borforgalmi Vállalat budafoki laboratóriumának vezetője, majd a Szőlészeti Kutató Intézet kutatója haláláig.

## Munkássága
Sokoldalú szakember és kiváló szakgrafikus volt. Elkészítette Magyarország részletes szőlészeti térképét, a szőlészet világtérképét, a szőlőbetegségek színes tábláit. A hazai borkősavgyártás, mustsűrítés technológiájának, a Malligand-rendszerű bor-alkoholmérő hazai gyártásának kidolgozója. Megszerkesztette a borextraktmérőt, aszúmérőt, új rendszerű mustfokolót, logaros alkoholtáblázatot, mustfok – szeszfok átszámítási mércét. 
Több kísérletét Istvánffi Gyulával együtt végezte.

## Főbb munkái
- Tanulmányok a szőlő peronoszpórájáról (Istvánffi Gyulával, Budapest, 1914, franciául is)
- A szőlő peronoszporája (Budapest, 1941)
- Szőlészeti és Borászati Zsebkönyv (Budapest, 1942)
- Borászati kémia (Budapest, 1954)